# Serie B
Die Serie B ist die zweithöchste Spielklasse im italienischen Profifußball. Ihr formeller Name lautet Lega Nazionale Professionisti Serie B.
Die Meisterschaft wird, wie die höchste Spielklasse Serie A, von der Lega Nazionale Professionisti (deutsch „Nationale Profiliga“), einer Unterorganisation des italienischen Fußballverbandes Federazione Italiana Giuoco Calcio ausgerichtet.

## Grundsätzliches
Die Mannschaften, die die Saison nach 38 Spieltagen auf den ersten zwei Plätzen abschließen, steigen direkt in die Serie A auf, die Dritt- bis Achtplatzierten spielen unter sich einen dritten Aufsteiger in einem einfachen K.-o.-Turnier (Play-off) aus. Ein Sonderfall tritt ein, wenn zwischen dem Dritt- und Viertplatzierten am Saisonende zehn oder mehr Punkte liegen. Diesfalls finden keine Play-offs statt und der Drittplatzierte steigt direkt auf; so geschehen in der Saison 2006/07.
Seit 2007 wird der Erstplatzierte mit einer Trophäe als Anerkennung ausgezeichnet.
Die letzten drei Mannschaften steigen direkt in die drei Gruppen der Serie C (bis 2018 Lega Pro Prima Divisione, bis 2008 Serie C1) ab. Der Viert- und Fünftletzte spielen per Play-down um den Klassenerhalt.
Alle Mannschaften der Serie B nehmen am italienischen Pokal, der Coppa Italia, teil.
Spieltag ist grundsätzlich Samstagnachmittag. Zwei Spiele finden am Freitagabend statt. Bei Spielen der Nationalmannschaft pausiert die Serie B. Der Spieltag wird dann auf Mittwoch oder Donnerstag vorverlegt.
Beginn der Saison ist Anfang September, üblicherweise eine Woche vor Beginn der Serie A-Saison. Saisonende ist Anfang Juni. Nach der Hinrunde, die im Dezember endet, beginnt nach kurzer Winterpause die Rückrunde. Beginn der Rückrunde ist traditionell der 6. Januar. Jede Mannschaft spielt während der Saison zweimal gegen jede andere Mannschaft in der Liga, jeweils einmal im heimischen Stadion und einmal in der Spielstätte des Gegners.

## Ewige Tabelle der Serie B
In der „ewigen“ Tabelle der italienischen Serie B sind alle Meisterschaftsergebnisse seit der Gründung der Serie B im Spieljahr 1929/1930 enthalten. Bislang wurden 91 Spieljahre durchgeführt, an denen 143 Vereine teilgenommen haben.
Die Punktewertung wird von Brescia Calcio (63 Teilnahmen / 3.538 Punkte) angeführt, gefolgt von Hellas Verona (53 / 2.851), der SSC Bari (46 / 2.515), dem FC Modena (50 / 2.500) und dem FC Palermo (44 / 2.253).

## Meister und Absteiger
Die meisten Meistertitel haben der CFC Genua und Atalanta Bergamo aufzuweisen, die bei 33 bzw. 28 Teilnahmen sechsmal die Meisterschaft auf dem ersten Platz beendeten. Dahinter folgen mit jeweils vier Titelgewinnen Brescia Calcio (61), der FC Palermo (44) und der FC Turin (12 Teilnahmen). Die SSC Bari (46) war ebenfalls viermal Erster, einmal davon jedoch nur Gruppensieger und Verlierer der Qualifikation um den Aufstieg.
Jeweils achtmal mussten die AC Prato (bei nur 10 Teilnahmen), Taranto FC (32) und die AC Reggiana (35) den Weg von der Serie B in die Serie C antreten. Dahinter folgen mit jeweils sieben Abstiegen die US Cremonese (27) und die AC Monza (38).

## Teilnehmende Vereine in der Saison 2024/25
Die folgenden 20 Vereine bestreiten die Saison 2024/25 in der Serie B.
An der Spielzeit 2024/25 werden folgende Mannschaften teilnehmen (Stand: 7. August 2024):
- Aus der Serie A 2023/24:
  - Frosinone Calcio (18. Platz)
  - US Sassuolo Calcio (19. Platz)
  - US Salernitana (20. Platz)
- Aus der Serie B 2023/24:
  - US Cremonese
  - US Catanzaro 1929
  - FC Palermo
  - Sampdoria Genua
  - Brescia Calcio
  - Cosenza Calcio
  - FC Modena
  - AC Reggiana
  - FC Südtirol
  - Pisa Sporting Club
  - AS Cittadella
  - Spezia Calcio
  - SSC Bari
- Aus der Serie C 2023/24:
  - Mantova 1911 (1. der Serie C, Gruppe A)
  - FC Cesena (1. der Serie C, Gruppe B)
  - SS Juve Stabia (1. der Serie C, Gruppe C)
  - Carrarese Calcio (Sieger der Aufstiegs-Playoffs)

## Zuschauer
| Saison                  | Ligaschnitt | Höchster Schnitt   | Ø      |
| ----------------------- | ----------- | ------------------ | ------ |
| 1964/65                 | 9.364       | SSC Neapel         | 44.255 |
| 1974/75                 | 10.827      | Hellas Verona      | 22.619 |
| 1984/85                 | 10.492      | AS Bari            | 22.221 |
| 1994/95                 | 7.869       | Salernitana Calcio | 18.914 |
| 1999/00                 | 8.597       | SSC Neapel         | 32.835 |
| 2000/01                 | 6.942       | Torino Calcio      | 17.027 |
| 2002/03                 | 10.075      | Sampdoria Genua    | 21.802 |
| 2003/04                 | 9.523       | US Palermo         | 23.559 |
| 2005/06                 | 7.111       | FC Turin           | 24.995 |
| 2006/07                 | 8.511       | SSC Neapel         | 30.726 |
| 2018/19                 | 7.379       | US Lecce           | 12.153 |
| Quelle: weltfussball.de |             |                    |        |

In der Saison 2004/05 sahen 3.121.666 Besucher die 439 Spiele. Dies bedeutet, dass im Schnitt 7.111 Besucher ein Serie-B-Spiel besuchten. Im Vergleich zu den Zahlen vergangener Jahre bedeutet dies einen leichten Anstieg, der dennoch weit unter dem Schnitt vergangener Jahre liegt. Trotzdem kann man nicht von einem rückläufigen Interesse sprechen: In der Regel spielen in der Serie B einige große Traditionsvereine, die entsprechende Besuchermassen anziehen, und viele kleinere Vereine, die aus unteren Ligen aufsteigen. Gerade die Aufstockung der Serie A auf 20 Vereine hatte jedoch die Folge, dass einige Mannschaften mit hohen Besucherzahlen jetzt in der Serie A spielen. Durch den Aufstieg des SSC Neapel und CFC Genua aus der Serie C1 bzw. C2 sowie dem Zwangsabstieg von Juventus Turin aus der Serie A war für die Saison 2006/07 erneut eine Steigerung des Interesses zu erwarten.

Die drei größten Stadien der Serie B Saison 2022/23
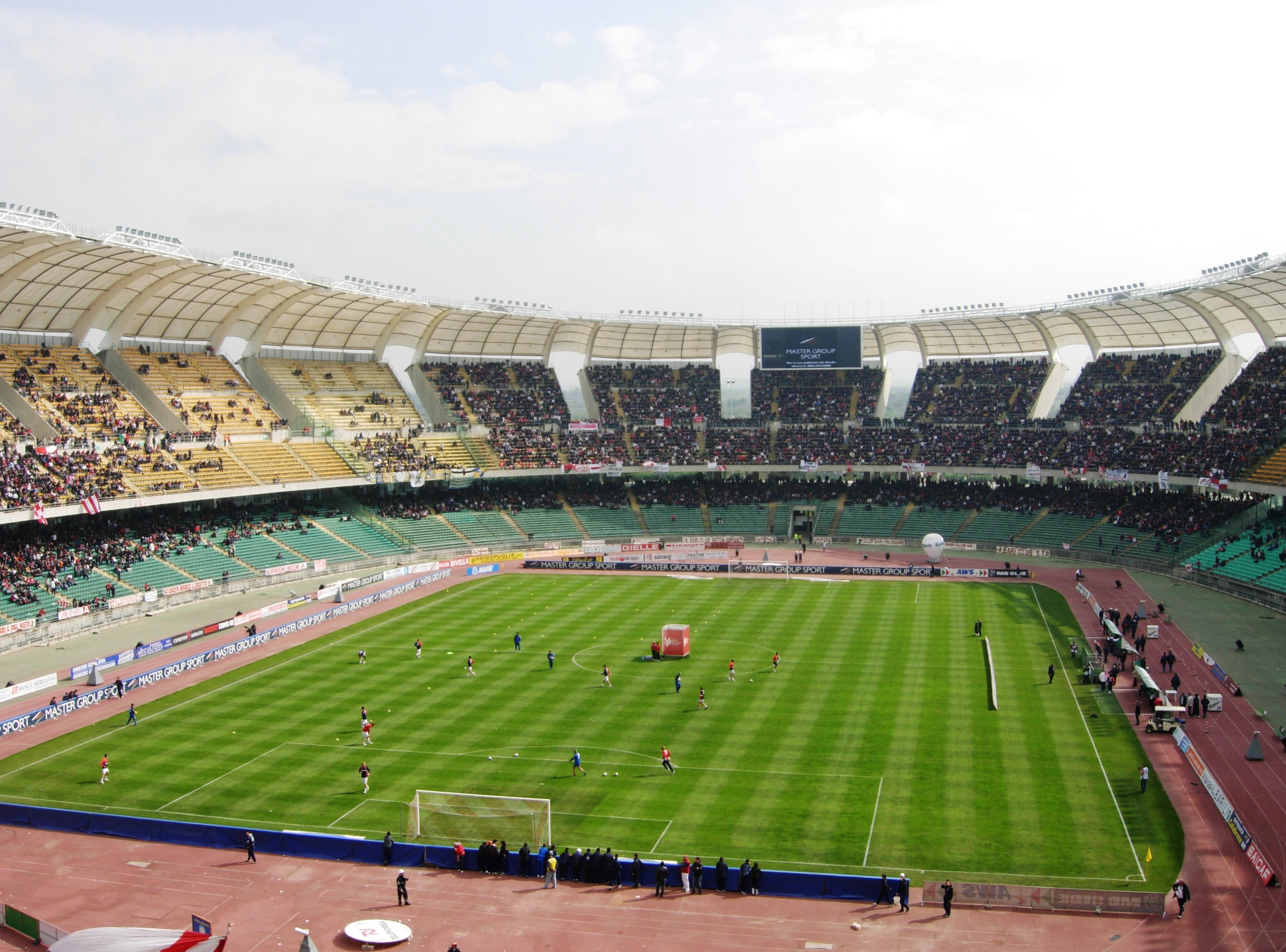
Stadio San Nicola (Bari)
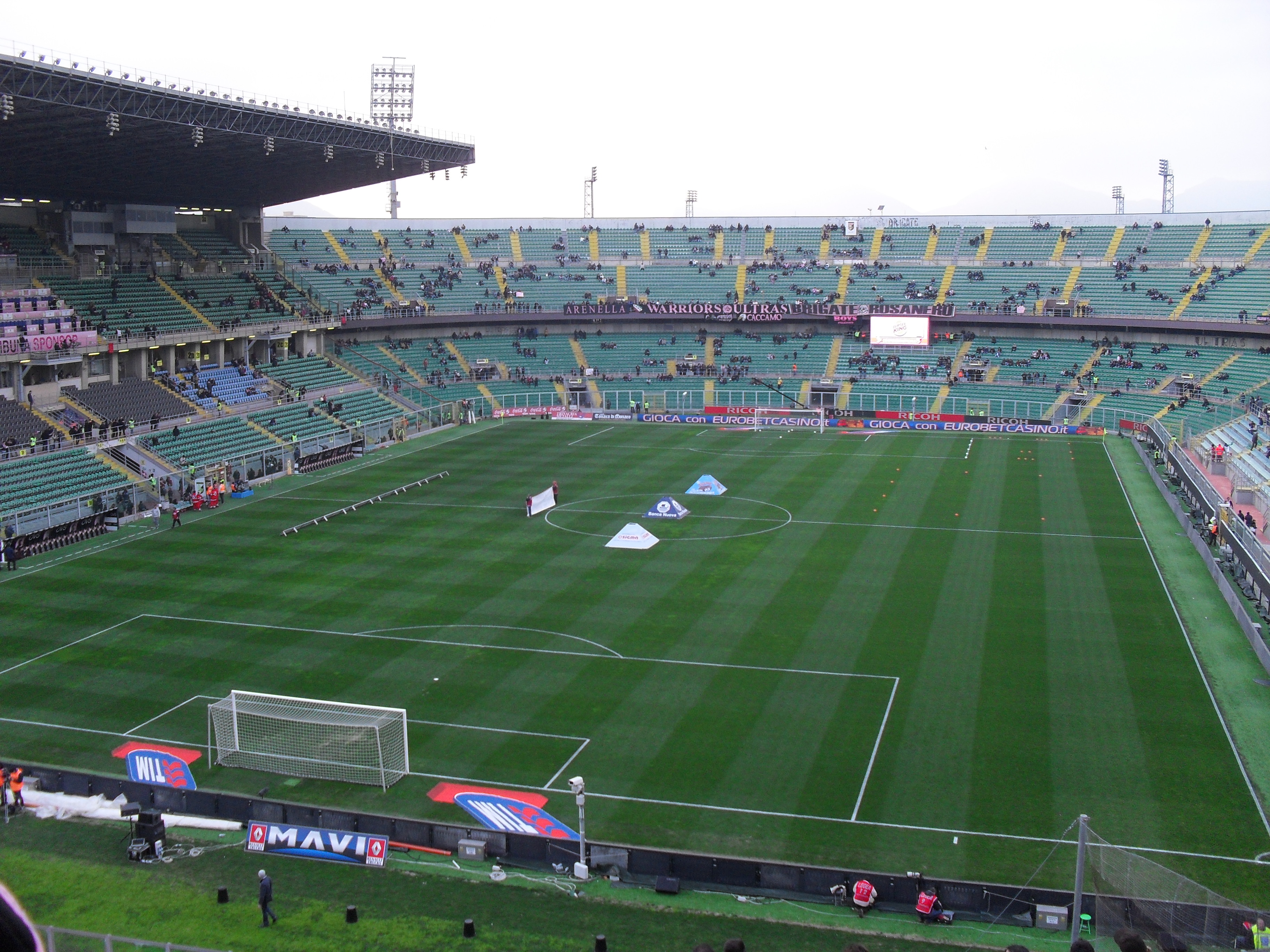
Stadio Renzo Barbera (Palermo)
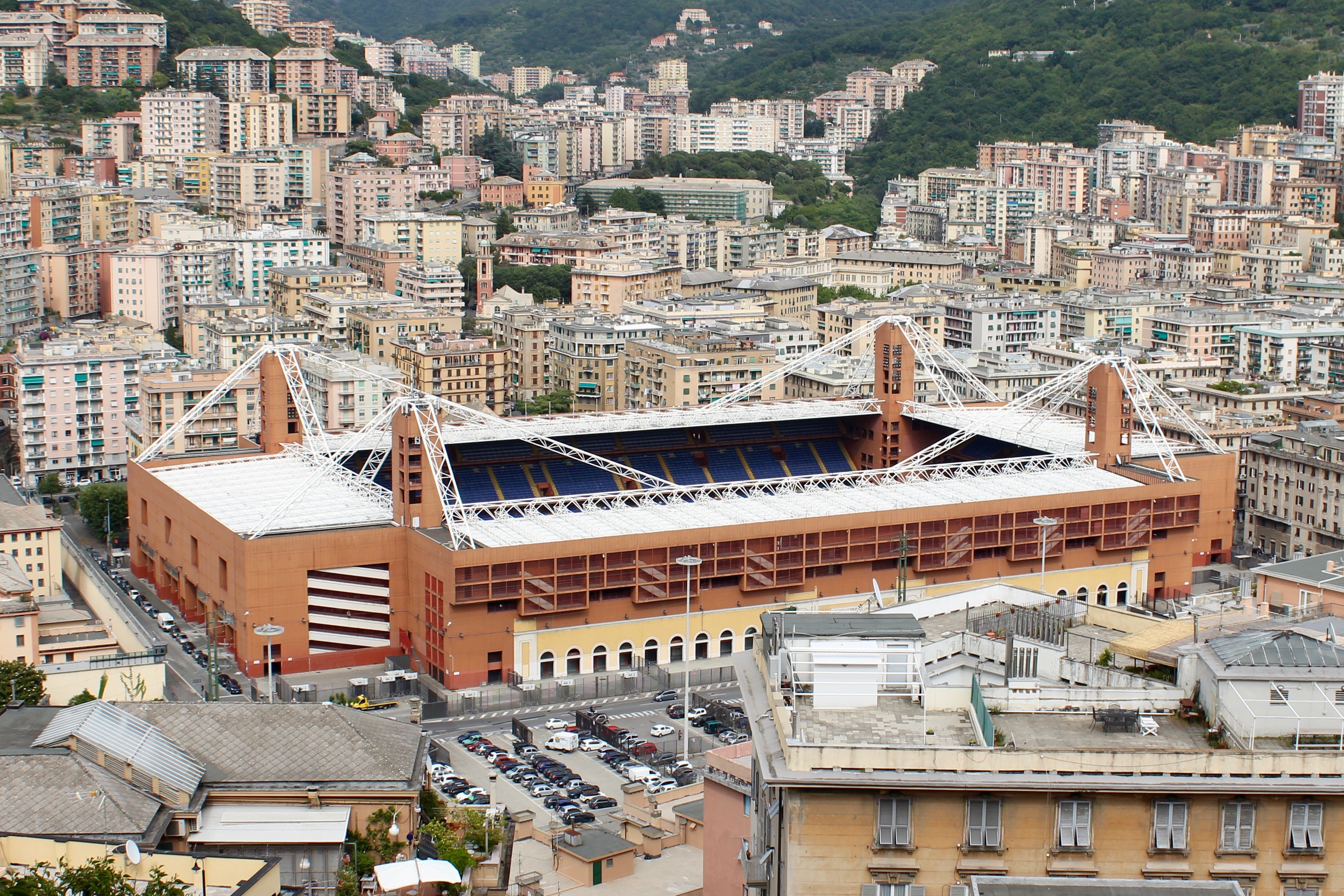
Stadio Luigi Ferraris (Genua)